# مالیبای (استان پاولودار)
مالیبای (قزاقی: Малыбай) یک شهرک در استان پاولودار کشور قزاقستان است.